# Le Téléphone rouge
Pour l’article homonyme, voir Téléphone rouge.
Pour plus de détails, voir Fiche technique et Distribution.
Le Téléphone rouge (A Gathering of Eagles) est un film américain de Delbert Mann, sorti en 1963.

## Synopsis
Jim Caldwell (Rock Hudson) est affecté au commandement d'une base aérienne atomique américaine, reliée au Strategic Air Command par le téléphone rouge. Il doit préparer ses hommes à une inspection sévère mais le poids de ses responsabilités le perturbe profondément.

## Fiche technique
- Titre original : A Gathering of Eagles
- Réalisation : Delbert Mann
- Scénario : Robert Pirosh, Sy Bartlett
- Montage : Russell F. Schoengarth
- Assistant réalisateur : Robert D. Webb
- Studio : Universal[1]
- Dates de sortie : 
  - États-Unis : 21 juin 1963
  - France : 14 août 1963
- Durée : 115 minutes
- Musique : Jerry Goldsmith
- Image : Russell Harlan

## Distribution
- Rock Hudson (VF : Jean-Claude Michel) : Jim Caldwell
- Rod Taylor (VF : Roger Rudel) : Colonel Hollis Farr
- Mary Peach (VF : Jacqueline Porel) : Victoria Caldwell
- Barry Sullivan (VF : Yves Furet) : Colonel Bill Fowler
- Kevin McCarthy (VF : Bernard Dhéran) : Général Jack T. « Happy Jack » Kirby
- Henry Silva (VF : Jacques Thébault) : Colonel Joseph 'Joe' « Smoking » Garcia
- Leora Dana (VF : Claire Guibert) : Evelyn Fowler
- Robert Lansing (VF : Jacques Deschamps) : Sergent Banning
- Richard Anderson (VF : René Bériard) : Colonel Ralph Josten
- Richard LePore (VF : Pierre Trabaud) : Sergent Kemler
- Robert Bray (VF : Gérard Darrieu) : Lieutenant Colonel Gales
- Jim Bannon : Colonel Morse
- Nelson Leigh (VF : Claude Péran) : Général Aymes
- Louise Fletcher : Mme Kemler
- John Davidson (non crédité)

## Distinctions

### Nominations
- Nommé lors de la 36e cérémonie des Oscars